# Phyllonemus filinemus
Phyllonemus filinemus là một loài cá thuộc họ Claroteidae. Nó được tìm thấy ở Cộng hòa Dân chủ Congo, Tanzania, Uganda, and Zambia. Môi trường sống tự nhiên của chúng là hồ nước ngọt.